# Gianfranco Zappettini

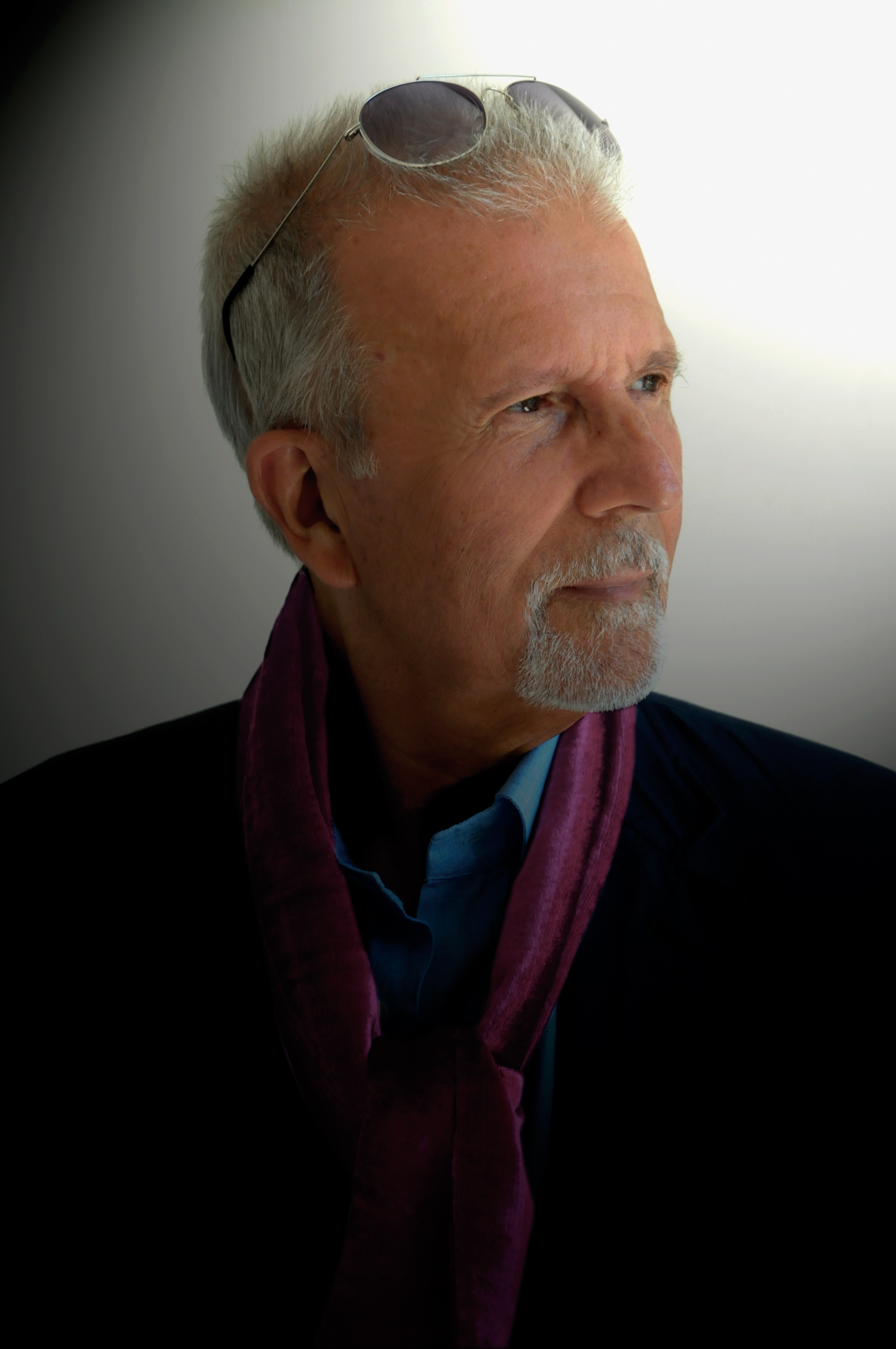
Gianfranco Zappettini, oggi

Gianfranco Zappettini (Genova, 16 giugno 1939) è un pittore italiano, tra gli esponenti, negli anni settanta, della Pittura analitica.

## Biografia

### Gli esordi

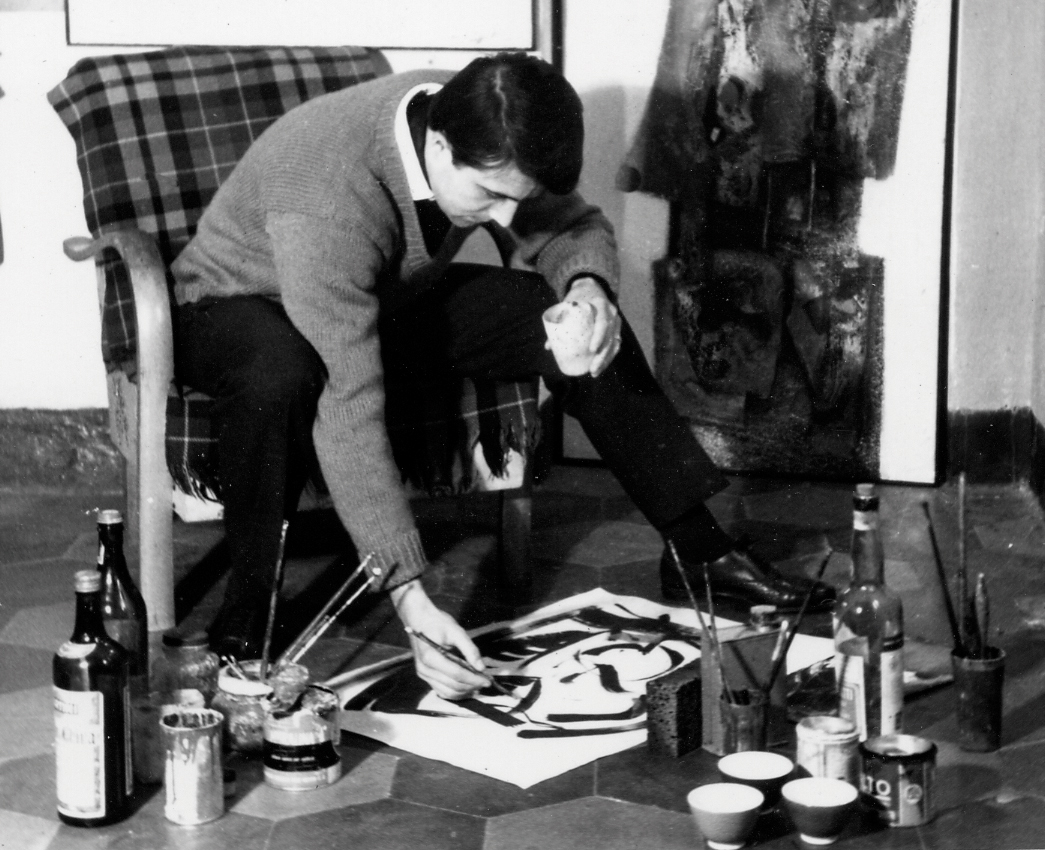
L'artista al lavoro, Genova, 1966

Frequenta il Liceo Artistico Nicolò Barabino di Genova e l'Accademia di Belle Arti di Carrara. Nel 1961 partecipa al premio S. Fedele di Milano, nel 1962 tiene la sua prima personale presso la Società di Belle Arti, al Palazzetto Rosso di Genova. Nello stesso anno entra nello studio dell'architetto tedesco Konrad Wachsmann (autore fra l'altro della casa di Albert Einstein a Potsdam) a Genova per progettare il grattacielo dell'Italsider in via Madre di Dio. La frequentazione con Wachsmann, che si protrarrà sino all'anno successivo, ne influenza la pittura orientandola verso una ricerca di tipo strutturale. Nel 1963 sposa Gabriella Gonfiantini e l'anno successivo nasce la figlia Martina. Sempre nel 1964 espone a Verona (Galleria Ferrari) e Bologna (Galleria 2000) e inizia il suo rapporto di collaborazione con la Galleria La Polena di Genova. Stringe amicizia con l'artista Mario Nigro, con cui intratterrà una lunga corrispondenza. Nel 1968 arriva a Genova il pittore tedesco Winfred Gaul, tramite il quale Zappettini inizia la frequentazione dell'ambiente artistico tedesco e olandese. Nel 1971 è infatti invitato ad "Arte concreta", collettiva che si svolge al Westfälischer Kunstverein di Münster a cura del direttore, il critico Klaus Honnef. Alla mostra partecipano, tra gli altri, Lucio Fontana, Enzo Mari, Fausto Melotti, Bruno Munari, Mario Nigro, Mario Radice, Manlio Rho.

### Gli anni della Pittura analitica

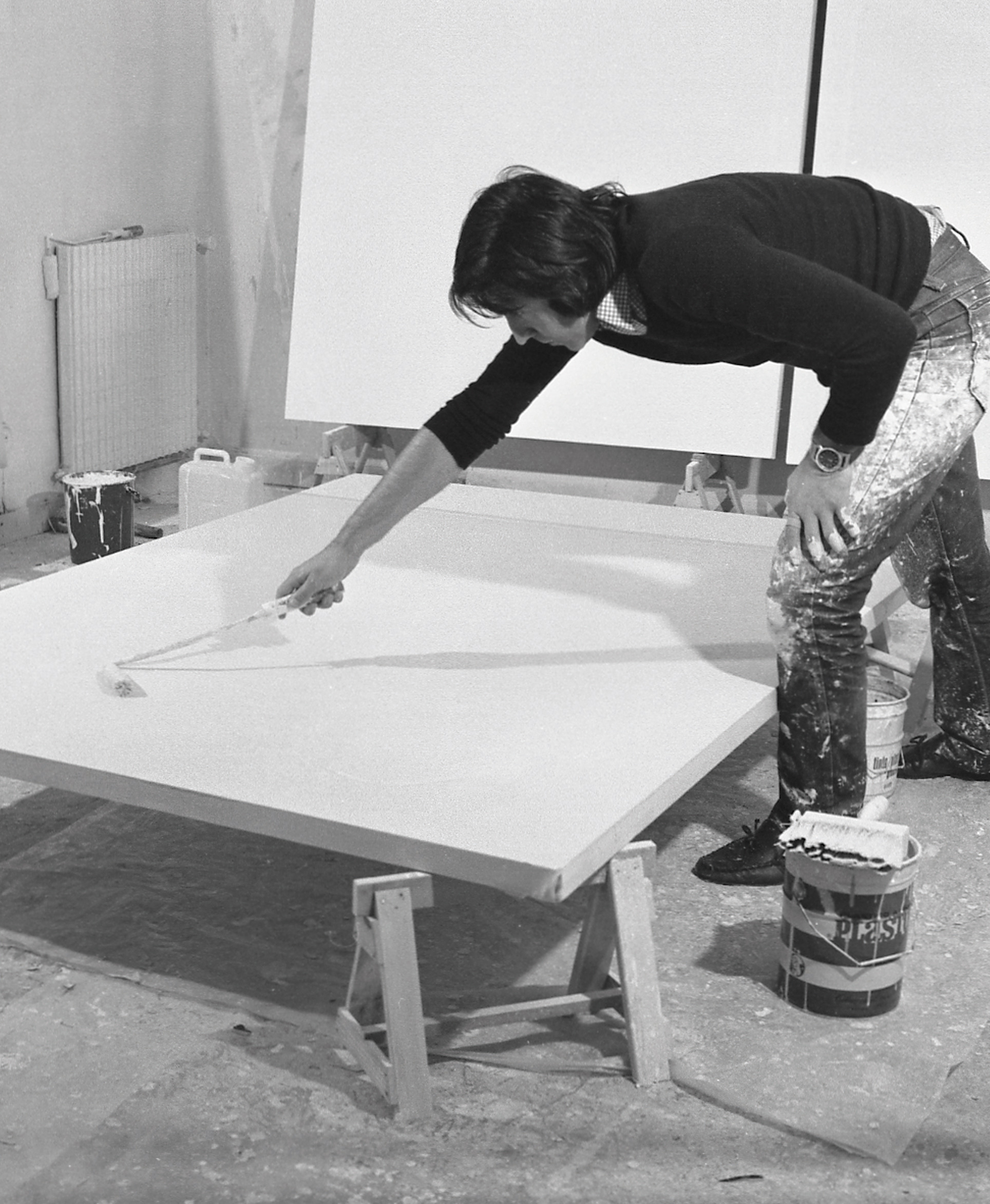
Zappettini dipinge un quadro "bianco", Genova, 1973

All'inizio degli anni settanta, in Italia e in Europa prendono corpo nuclei di artisti che lavorano sugli elementi minimi del linguaggio della pittura. Da questo comune sentire, si forma la cosiddetta Nuova Pittura, da cui poi si distinguerà la Pittura analitica, più legata all'analisi dei mezzi operativi e dei processi pittorici. Ad essa Zappettini contribuisce con numerosi scritti pubblicati su riviste italiane e straniere (Gala international, Flash Art, Data, Kunstforum international ecc.) e con i quadri "bianchi". Il pittore genovese parte da una tela preparata al nero e stabilisce un numero determinato di mani di acrilico bianco misto a polvere di quarzo che ritiene necessarie per coprire definitivamente il nero; il colore è applicato con un rullo da imbianchino, in modo da conferire anonimità e meccanicità al gesto; se la copertura del nero è raggiunta prima del numero di mani prefissato, l'opera è da riternersi conclusa. Queste opere vengono esposte a partire dal 1973, per esempio alla collettiva "Tempi di percezione" (a cura di Luigi Lambertini e Lara Vinca Masini), alla Casa della Cultura di Livorno, e a "Un futuro possibile – nuova pittura" (a cura di Giorgio Cortenova), al Palazzo dei Diamanti di Ferrara. Nel marzo del 1974 torna al Westfälischer Kunstverein di Münster per "Geplante Malerei", collettiva organizzata da Klaus Honnef che sarà riproposta quasi integralmente alla Galleria Il Milione di Milano a dicembre di quello stesso anno. Nel 1975 prende parte a "Concerning Painting... A proposito della pittura...", mostra itinerante in vari musei olandesi, e ad "Analytische Malerei" alla Galerie La Bertesca di Düsseldorf. In quell'anno, sempre in Germania, tiene una personale al Westfälischer Kunstverein di Münster e alla Galerie Karsten Greve di Colonia. L'artista inizia a lavorare sulle "tele sovrapposte": su una prima tela Zappettini delimita un campo e lo riempie di anonimi tratti a grafite 2B; sulle tele che vengono successivamente apposte la superficie tratteggiata si riduce fino a lasciare via via il campo semplicemente delimitato e vuoto, pronto per una nuova stesura. Nel 1977 è invitato a documenta 6 di Kassel. Nel 1978 espone a Parigi, nella collettiva "Abstraction Analytique", a cura di Bernard Lamarche-Vadel, all'A.R.C.-Musée d'Art Moderne de la Ville de Paris, e ad Anversa, in una personale all'Internationaal Cultureel Centrum.

### Dagli Anni ottanta a oggi

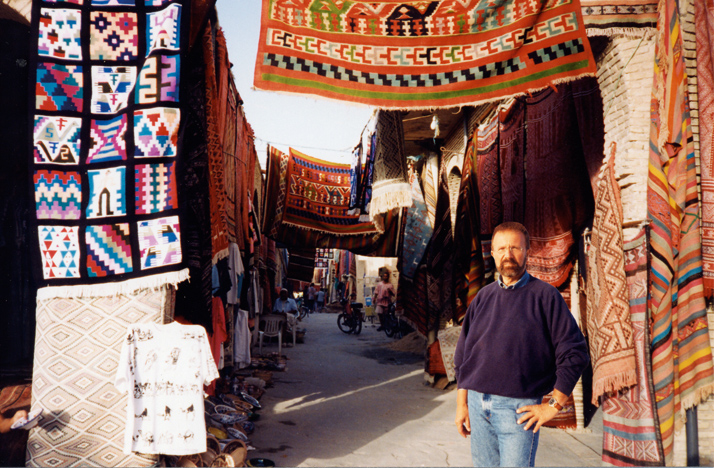
Gianfranco Zappettini a Tozeur, Tunisia, 1996

Dalla fine degli Anni settanta la vita di Zappettini prende una nuova direzione. Il pittore si trasferisce a S. Andrea di Rovereto, località sulle alture di Chiavari, in una sorta di autoisolamento rispetto ai circuiti artistici internazionali. Pur senza cessare l'attività espositiva (nel 1981 partecipa alla mostra "Pittura in radice", curata da Achille Bonito Oliva presso la Galleria Artra Studio di Milano e nel 1982 a "Pittura di corta memoria", curata da Viana Conti, al Palazzo La Permanente di Milano), intraprende una fase di ricerca spirituale che lo porterà a viaggiare tra Europa, Medio Oriente e Africa e ad avvicinarsi a discipline come Taoismo, Buddhismo Zen e soprattutto Sufismo. Dopo opere pittoriche in cui predominano il distanziamento concettuale e l'ironia e dopo sconfinamenti nella fotografia, le sue opere si ispirano ora al mondo simbolico e alla metafisica, complici le letture di René Guénon. Dagli anni novanta le sue opere ritornano a una certa essenzialità. Nel 1998 il Museo d'arte contemporanea Villa Croce a Genova gli dedica una mostra antologica. Negli anni duemila Zappettini si concentra sul simbolismo della trama e dell'ordito e sul colore blu, che poi sarà affiancato anche dal rosso, dal giallo e dal ritorno del bianco. Nel 2003 costituisce a Chiavari la Fondazione Zappettini per l'arte contemporanea che si dedica tutt'oggi, oltre alla valorizzazione e all'archiviazione delle opere dell'artista, anche allo studio e alla ricerca nell'ambito della Pittura analitica e degli Anni settanta.

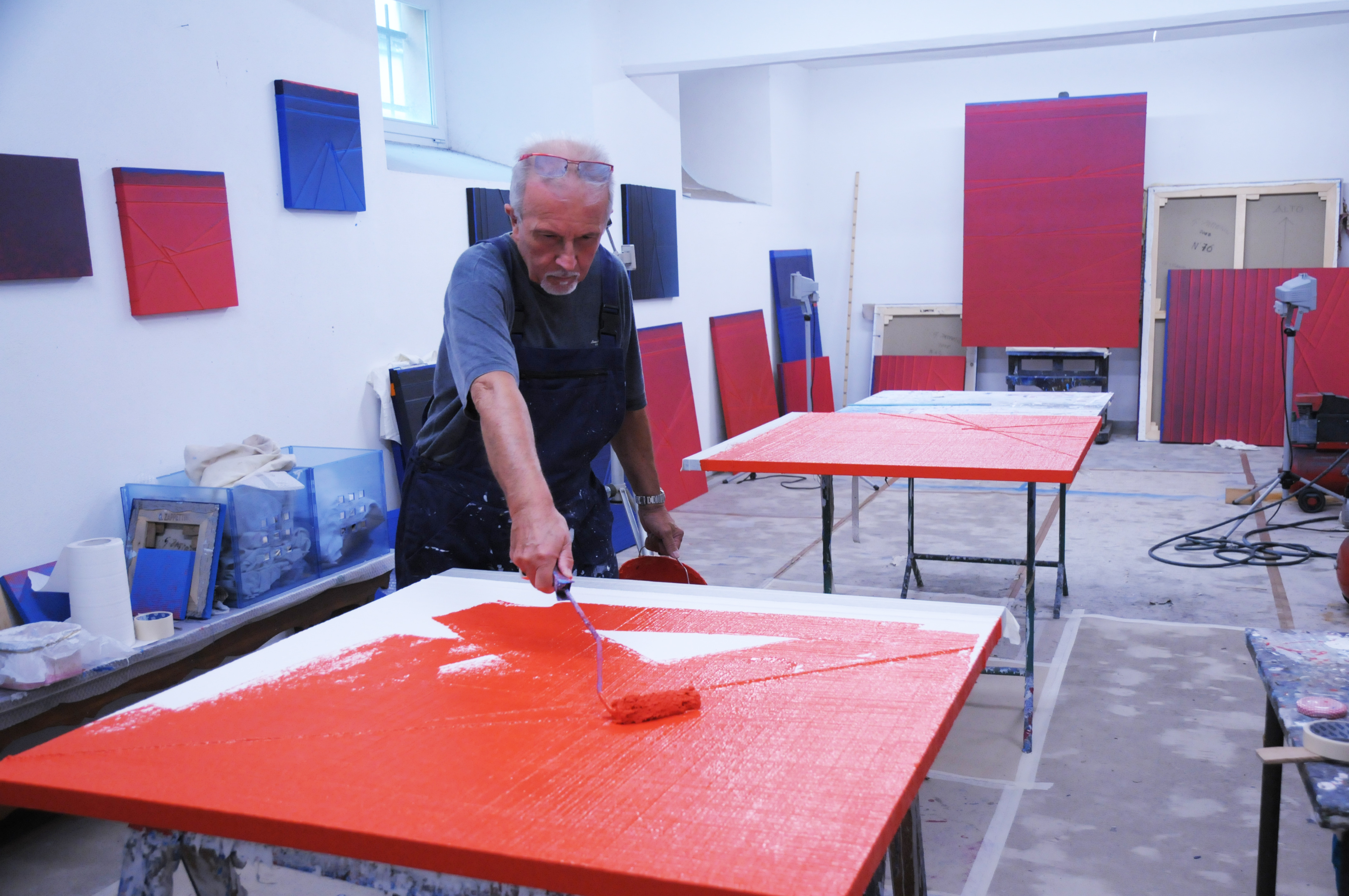
L'artista nel suo studio, Chiavari, 2010

## Mostre (selezione)

### Collettive

#### Anni settanta
- 1971 - "Arte concreta" (a cura di Klaus Honnef), Westfälischer Kunstverein, Münster
- 1973 - "Un futuro possibile - nuova pittura" (a cura di Giorgio Cortenova), Palazzo dei Diamanti, Ferrara; Rocca Sforzesca, Imola
- 1974 - "Geplante Malarei" (a cura di Klaus Honnef), Westfälischer Kunstverein, Münster; Galleria Il Milione, Milano
- 1975 - "Analytische Malerei" (a cura di Klaus Honnef e Catherine Millet), Galerie La Bertesca, Düsseldorf
- 1975 - "Concerning Painting..." (a cura di Lothar Romain), Museum van Bommel van Dam, Venlo; Stedelijk Museum Schiedam; Museum voor Hedendaagse Kunst, Utrecht
- 1976 - "I colori della pittura" (a cura di Italo Mussa), Istituto Italo-Latino Americano, Roma
- 1977 - "documenta 6", Kassel
- 1977 - "Bilder ohne Bilder" (a cura di Klaus Honnef), Rheinisches Landesmuseum, Bonn
- 1977 - "1960-77 Arte in Italia" (a cura di Renato Barilli, Andrea Del Guercio, Filiberto Menna), Galleria civica d'arte moderna e contemporanea, Torino
- 1978 - "Abstraction Analytique" (a cura di Bernard Lamarche-Vadel), A.R.C.-Musée d'Art Moderne, Parigi

#### Anni duemila
- 2004 - "Pittura 70 - pittura e astrazione analitica" (a cura di Giorgio Bonomi), Fondazione Zappettini, Chiavari; Civica Galleria d'Arte Moderna, Gallarate
- 2005 - "L'arte del lavoro, il lavoro dell'arte" (a cura di Bruno Corà), CAMeC - Centro Arte Moderna e Contemporanea, La Spezia
- 2006 - "Pittura 70 - then and now" (a cura di Giorgio Bonomi e Rossana Pittelli), Istituto Italiano di Cultura, Londra
- 2007 - "Pittura analitica. I percorsi italiani 1970-1980" (a cura di Marco Meneguzzo), Palazzo La Permanente, Milano
- 2008 - "Pittura aniconica" (a cura di Claudio Cerritelli), Casa del Mantegna, Mantova
- 2008 - "Analytica" (a cura di Riccardo Zelatore), Annotazioni d'Arte, Milano
- 2008 - "Viaggio in Italia" (a cura di Christa Steinle e Gudrun Danzer), Neue Galerie am Landesmuseum Joanneum, Graz
- 2009 - "Le superfici opache della Pittura Analitica" (a cura di Alberto Rigoni), Fondazione Zappettini, Chiavari
- 2009 - "Pensare pittura - una linea internazionale di ricerca negli anni settanta" (a cura di Franco Sborgi e Sandra Solimano), Museo d'arte contemporanea Villa Croce, Genova
- 2010 - "Pittura e Pittura" (a cura di Alberto Rigoni), Palazzo Robellini, Acqui Terme

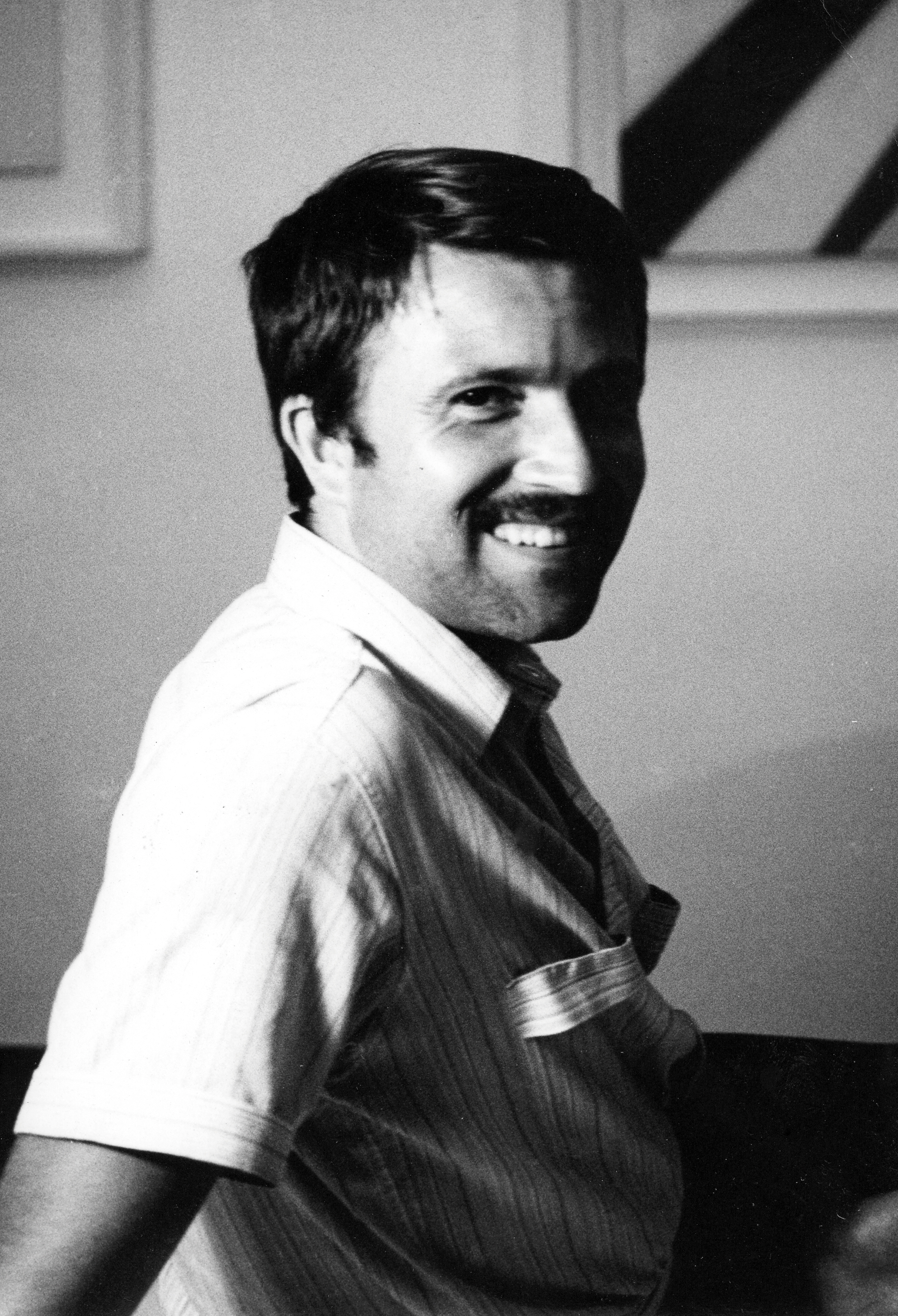
Gianfranco Zappettini, 1968

### Personali

#### Anni settanta
- 1970 - Galleria Seiquer, Madrid
- 1971 - Galleria Peccolo, Livorno
- 1972 - Galerie Loehr, Francoforte
- 1974 - Galleria Vinciana, Milano
- 1974 - Galleria La Polena, Genova
- 1975 - Westfälischer Kunstverein, Münster
- 1975 - Galerie Karsten Greve, Colonia
- 1977 - Galleria La Bertesca, Genova
- 1978 - Galerie Artline, L'Aia
- 1978 - Internationaal Cultureel Centrum, Anversa

#### Anni duemila
- 1998 - Museo d'Arte Contemporanea Villa Croce, Genova
- 2003 - Galleria Artestudio, Milano
- 2005 - Centro Espositivo della Rocca, Umbertide
- 2005 - Galleria Arco d'Alibert, Roma (con Paolo Cotani)
- 2006 - Galleria Plurima, Udine
- 2007 - CAMeC-Centro d'arte moderna e contemporanea, La Spezia
- 2007 - Forum Kunst, Rottweil (con Paolo Icaro)
- 2008 - Forte di Belvedere, Firenze
- 2009 - Museo Cascina Roma, San Donato Milanese
- 2009 - Galleria Santo Ficara, Firenze

### Enciclopedie e storie dell'arte
- L'arte moderna, collana Fratelli Fabbri Editore, Milano, 1977 (vol. 110 "La Nuova Pittura", p. 191, di Filiberto Menna)
- Dtv-Brockhaus-Lexikon in 20 Bänden, F.A. Brockhaus/Deutscher Taschenbuch Verlag, Wiesbaden-Monaco, 1982 (vol. 1., p. 175, voce "Analytische Malerei", a cura di AA.VV.)
- Der Kunst-Brockhaus. Aktualisierte Taschenbuchausgabe in 10 Bänden, Bibliographisches Institut-Taschenbuchverlag, Mannheim-Lipsia-Vienna-Zurigo, 1987 (vol. 1, p. 114, voce "analytische Malerei", a cura di AA.VV.)
- Brockhaus Enzyklopädie in 24 Bänden, 19. Auflage, F.A. Brockhaus, Mannheim, 1986-1994 (vol. 11, p. 35, voce "italienische Kunst"; vol. 25-indice dei nomi, p. 1039, voce "Zappettini, Gianfranco", a cura di AA.VV.)
- Storia dell'arte italiana del '900, Edizioni Bora, Bologna, 2000 (vol. 5 "Generazione Anni Trenta", p. 57 e seguenti, di Giorgio Di Genova)
- La storia dell'arte, collana Electa/La Repubblica, 2006 (vol. 18 "L'arte contemporanea", p. 462, di Marco Meneguzzo)

### Volumi dedicati
- Gianfranco Zappettini - Blu, a cura di Giorgio Bonomi, Edizioni Fondazione Zappettini, Chiavari, 2004
- Gianfranco Zappettini - Pensare in termini di pittura, a cura di Volker W. Feierabend e Marco Meneguzzo, VAF Stifung/Silvana Editoriale, Milano, 2007
- Gianfranco Zappettini - La trama e l'ordito, a cura di Laura Cherubini, Edizioni Le Mani, Recco, 2009

### Articoli di periodici nazionali e internazionali (selezione)
- T. Trini, Gianfranco Zappettini, in "Corriere della Sera", 18 aprile 1974
- K. Honnef, Gianfranco Zappettini, in "Kunstforum international", n. 11, ottobre-novembre 1974, pp. 134–145
- L. Venturi, Six Italian Painters, in "Studio International", n. 979, gennaio-febbraio 1976, pp. 46–50
- R. Barilli, Sezione italiana. Reparto Analitici, in "L'Espresso", n.22, 5 giugno 1977, p. 92
- V. Conti, Gianfranco Zappettini, in "Flash Art", n. 210, giugno-luglio 1998